# Guittone d’Arezzo

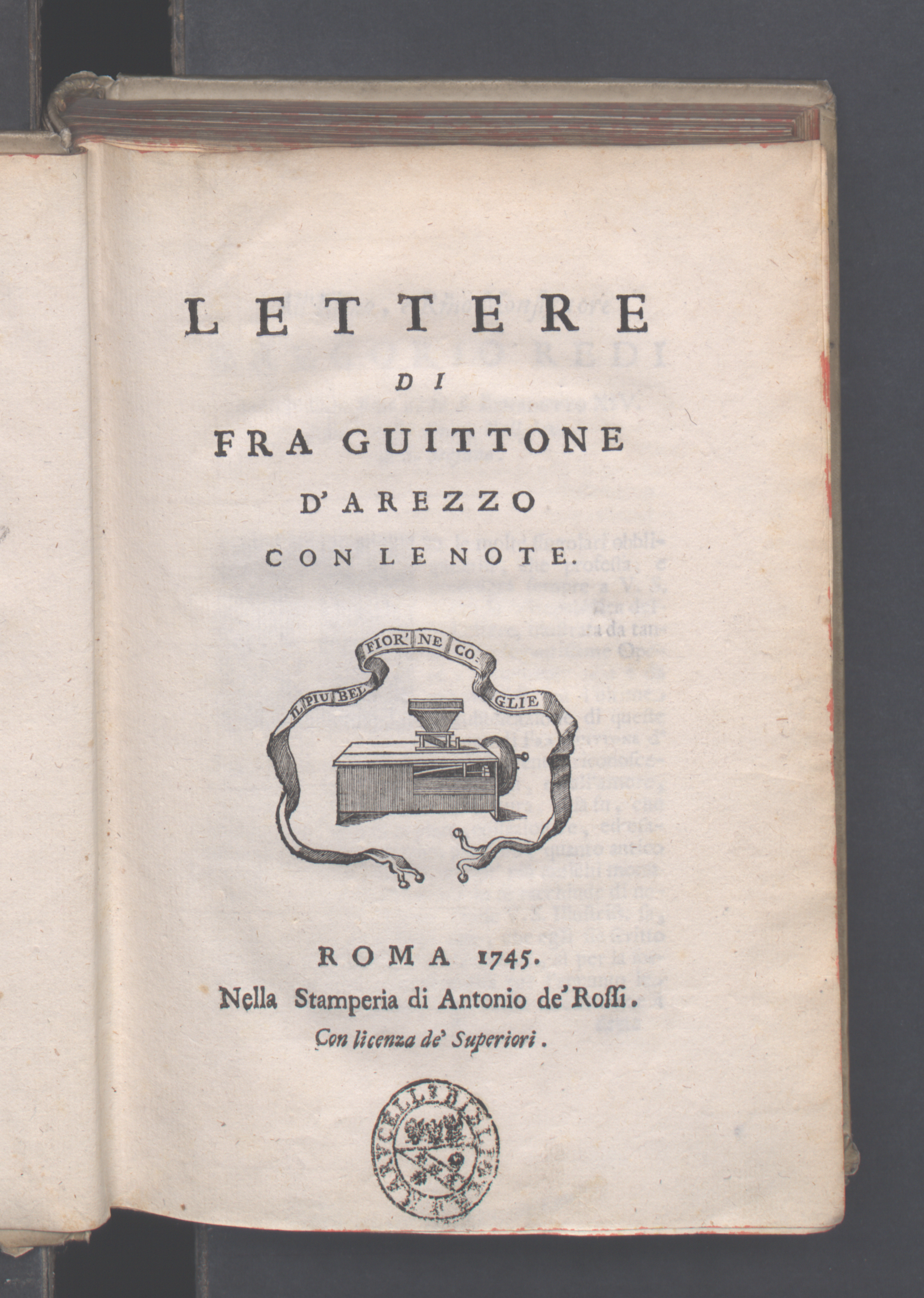
Lettere di Fra Guittone d’Arezzo, 1745

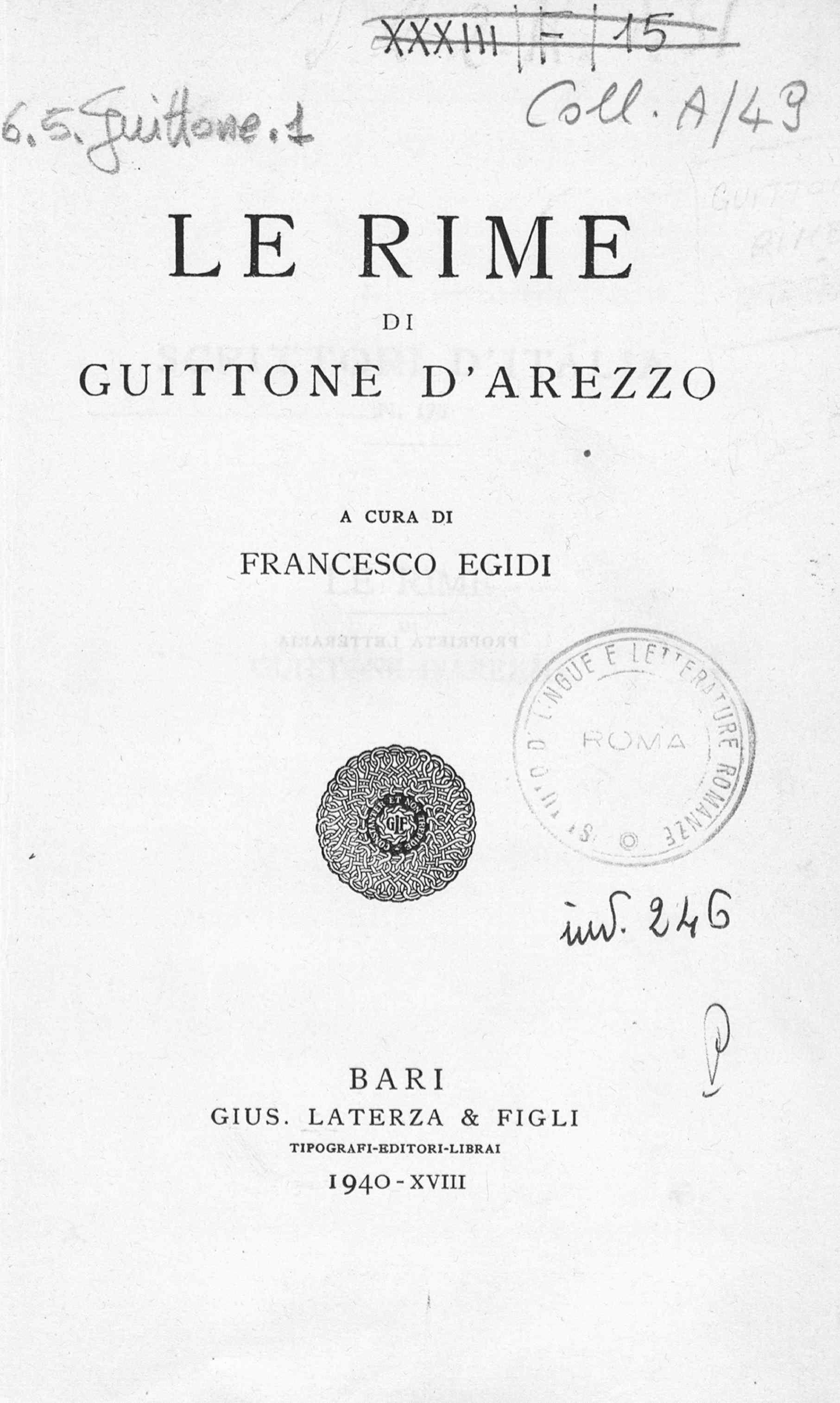
Rime

Fra Guittone d’Arezzo (* um 1250 in Santa Firmina bei Arezzo; † 1294 in Florenz) war ein italienischer Dichter und Mitglied der Frati gaudenti.
Er hatte eine gelehrte Erziehung erhalten und verstand außer dem Lateinischen auch Provenzalisch, Französisch und Spanisch und nutzte die Entlehnungen in seinen Schriften. Nachdem er in seiner Jugend ein ziemlich freies Leben geführt hatte, trat er in den Orden der Cavalieri oder Frati gaudenti ein und widmete sich von da an ganz der Aufgabe, den Geist dieses Ordens zu veredeln und gegen die Aretiner zu predigen. Durch einen ungerechten Richterspruch seines Besitztums beraubt, verließ er Arezzo und gründete 1293 das Kamaldulenserkloster degli Angioli in Florenz.
Er wird in Dantes Göttlicher Komödie im 24. Gesang des Purgatoriums erwähnt (Vers 55–57):
„O Bruder“, sprach er, „jetzt seh ich den Knoten,/der den Notar und Guitton und mich entfernt hielt/vom neuen süßen Stil, den ich vernehme …“ («O frate, issa vegg’io», diss’elli, «il nodo/ che ’l Notaro e Guittone e me ritenne/ di qua dal dolce stil novo ch’i’ odo! ...»)
Seine Werke, bestehend aus Sonetten (dieser Dichtungsform gab er ihre gegenwärtige regelmäßige Form), Kanzonen und poetischen Briefen, wurden zuerst in den „Rime antiche“ (Florenz 1527) gedruckt.
Eine besondere, nach Handschriften berichtigte und vermehrte Ausgabe besorgte L. Valeriani (Florenz 1828, 2 Bde.); eine neuere erschien 1867. Noch hat man von G. eine Anzahl Briefe, die ältesten in italienischer Sprache (Rom 1745). Vgl. Romanelli, Di G. e delle sue opere (Campobasso 1875); Koken, Guittones von Arezzo Dichtung etc. (Leipzig 1886).
Dieser Artikel basiert auf einem gemeinfreien Text aus Meyers Konversations-Lexikon, 4. Auflage von 1888 bis 1890.
| Personendaten    | Personendaten                              |
| ---------------- | ------------------------------------------ |
| NAME             | Guittone d’Arezzo                          |
| ALTERNATIVNAMEN  | Fra Guittone d’Arezzo (vollständiger Name) |
| KURZBESCHREIBUNG | italienischer Dichter                      |
| GEBURTSDATUM     | um 1250                                    |
| GEBURTSORT       | Santa Firmina bei Arezzo                   |
| STERBEDATUM      | 1294                                       |
| STERBEORT        | Florenz                                    |